# Hardaway-Stätte
Die Hardaway-Stätte mit der Smithsonian-Trinomialnummer 31ST4 ist eine paläoindianische archäologische Stätte in der Nähe der Stadt Badin im Stanly County in North Carolina. Sie befindet sich in den Uwharrie Mountains, oberhalb des Yadkin River auf der flachen Spitze eines Bergrückens, der die Westseite der Schlucht, The Narrows genannt, bildet. Diese mehrschichtige Stätte, die als National Historic Landmark gilt, wurde bereits vor 10.000 Jahren über längere Zeiträume besiedelt. Funde von dieser Stätte werden u. a. zur Datierung von Funden anderer Stätten im Osten der Vereinigten Staaten verwendet. Die Stätte wurde am 1. März 1984 in das National Register of Historic Places aufgenommen und am 21. Juni 1990 zum National Historic Landmark erklärt. Der Name der  Hardaway-Stätte leitet sich von der Hardaway Construction Company aus Columbus (Georgia) ab, die im Jahr 1917 einen Damm fertiggestellt hatten, der den Yadkin-River in der Narrows-Schlucht sperrt und das Wasser des Badin Lake zurückhält.

## Beschreibung
Die Hardaway-Stätte befindet sich auf einem felsigen Bergrücken mit Sicht auf den Badin Lake und nimmt zwei Hügel und den dazwischen liegenden Sattel am nördlichen Ende des Bergrückens ein. Die Stätte ist in vier Schichten von kulturellem Material unterteilt, die über einer ansonsten sterilen Tonschicht gefunden wurden. Jede dieser Schichten enthält umfangreiche Belege für die menschliche Besiedlung und Nutzung, darunter mit Steinen ausgekleidete Feuerstellen und große Mengen an Nebenprodukten der Herstellung von Steinwerkzeugen (Debitage; deutsch Abschlagmaterial). Die oberste Materialschicht ist durch historische Aktivitäten gestört worden, darunter die Besiedlung durch amerikanische Ureinwohner in der Kolonialzeit und durch Pflügen für die Landwirtschaft.
Die Stätte wurde 1937 von Herbert M. Doerschuk, einem Elektroingenieur der Carolina Aluminum Company, und Amateurarchäologen entdeckt. Doerschuk war eifriger Sammler und eines der Gründungsmitglieder und Vorstandsmitglieder der Archaeological Society of North Carolina. Er zeigte die Stätte erstmals 1937 dem Anthropologen Joffre Coe, der ihn im April 1938 bat, eine kurze Beschreibung der Stätte und einiger ihrer Artefakte für die erste Ausgabe des Newsletters der Gesellschaft zu verfassen. Coe interessierte sich besonders für die eingravierten Schieferstücke, die einzigartig für Hardaway sind.
1948 wurde die Stätte unter der Schirmherrschaft der University of North Carolina in Absprache mit dem Grundstückseigentümer, einem Vorgänger von Alcoa, dem heutigen Eigentümer des Geländes, erstmals professionell durch Ausgrabungen erkundet. Bis 1958 wurde der Standort systematisch untersucht, allerdings wurden die Arbeiten zu Beginn durch schwierige topografische und geologische Gegebenheiten behindert.
Eine 1964 veröffentlichte Analyse der Funde konnte eine Grundlage für die Typologie und Chronologie der Befunde und Materialien schaffen, die für die in der Region tätigen Archäologen weiterhin von Bedeutung ist. Bis Ende 1980 wurden mehr als sieben Tonnen kultureller Materialien aus der Stätte geborgen. Während die Archäologen die gefundenen Artefakte untersuchen durften, behielt Alcoa das Eigentum an allen Artefakten. Im Jahr 2005 übergab Alcoa durch Schenkung die mehr als 1,3 Millionen Artefakte der University of North Carolina (UNC).